# Запорожский национальный университет
Запорожский национальный университет (укр. Запорізький національний університет) — высшее учебное заведение Украины III—IV уровней аккредитации, основанное в 1930 году.

## История
Предтечей университета было открытие 1 декабря 1921 в Запорожье 3-летних педагогических курсов, которые имели статус высшего учебного заведения, реорганизованные в середине 20-х годов в педагогический техникум.
В 1930 году педагогический техникум был реорганизован в институт социального воспитания с двумя секторами — социального воспитания и профессионального образования. 11 августа 1930 Совнарком Украины утвердил перечень институтов и отделов, среди которых под номером 27 значился Запорожский институт народного образования. Первый приказ по институту за подписью директора Харитонова датирован 25 августа 1930 года. Были назначены первые должностные лица: помощник директора по учебной части в секторе профессионального образования Химич Владимир Николаевич и помощник директора по учебной части в секторе социального воспитания Грабенко Василий Прохорович. На 1 января 1931 года в институте училось 318 студентов, работало 30 преподавателей.
В 1931 году Институт народного образования переименовали в Педагогический институт профессионального образования.
Приоритетной задачей института была подготовка учителей для семилетних школ и профессиональных учебных заведений. Позже в составе института были созданы два факультета: социально-экономический (с историко-экономическим и литературно-лингвистическим отделениями) и технико-математический (с физическим и математическим отделениями). Институт готовил преподавателей для рабфаков, ФЗУ и техникумов. Первый выпуск учителей состоялся в 1932 году.
А с августа 1933 года на четырёх факультетах — естествознания (с биологическим и химическим отделениями), языка и литературы, физико-математическом и историческом (с историческим и экономическим отделениями) — велась подготовка учителей для средних общеобразовательных школ. Располагался институт в помещениях бывших мужской и женской гимназий и коммерческого училища.
В 1933 году институт получил новое название — Запорожский государственный педагогический институт.
Согласно постановлению Совета Министров СССР от 21.09.1982 № 872 «Об открытии в г. Запорожье государственно университета», постановлению Совета Министров Украинской ССР от 28.09.1982 № 478 и приказа Минвуза СССР от 28.10.1982 № 1090 по этому вопросу — на базе Запорожского государственного педагогического института приказом Министерства высшего и средне-специального образования Украинской ССР от 16.08.1985 № 212 был создан Запорожский государственный университет.
Решением ГАК 30.03.2010 г. Запорожский государственный университет аккредитован по IV уровню в целом.
С 1995 года действует учебно-научный комплекс «Запорожский университет», в состав которого входят институты, колледжи, техникумы, училища и около 50 школ города и области.
С 1999 года Запорожский государственный университет является членом Европейской ассоциации университетов (ЕАИЕ).
С 2003 года ЗНУ является членом международной ассоциации социологии и администрирования.
С 2004 года ЗНУ стал членом украинской ассоциации развития менеджмента образования.
24 декабря 2004 Указом президента Украины университету присвоен статус национального.
В 2008 году в Запорожском национальном университете открыт Экономико-правовой колледж.
С 01 февраля 2009 года — подчинено Торговый колледж.
С 30 марта 2009 года — создано Экономико-гуманитарный факультет в г. Мелитополе.
18 ноября 2011 Запорожский национальный университет принят в состав Евразийской ассоциации университетов.
За 2011 год открыто 13 новых специальностей.

## Структура
В состав университета входят 12 факультетов, 68 кафедр, Инженерный учебно-научный институт, Центр интенсивного изучения иностранных языков, Центр последипломного образования и др.

## Корпуса
| 1 учебный корпус ЗНУ: - Математический факультет - Издательство - Отдел кадров - Центр информационных технологий - Приемная ректора - Музей ЗНУ - Общий отдел - Отдел международных связей и работы с иностранными студентами - Приемная проректоров по научно-педагогической работе - Конференц-зал - Лаборатория теории и методики обучения физики им. О. В. Сергеева 2 учебный корпус ЗНУ: - Научная библиотека - Зал электронных ресурсов Научной библиотеки - Центр интенсивного изучения иностранных языков - Ресурсный центр американистики - Приемная комиссия - Факультет журналистики - Филологический факультет - Факультет иностранной филологии - Экономико-правовой колледж - Актовый зал - Горница - Отдел организационной работы, контроля и режима - Совет молодых ученых 3 учебный корпус ЗНУ: - Региональный научно-производственный центр «Экология» - Биологический факультет | 4 учебный корпус ЗНУ: - Отдел бухгалтерского учёта, финансовой и бюджетной отчетности - Отдел воспитательной работы - Ученый совет - Студенческий совет - Профсоюзный комитет - Факультет физического воспитания - Кафедра философии - Кабинет анатомии имени доктора Левина - Студенческий сектор профсоюза - Кабинет патентно-лицензионного обеспечения Научно-исследовательская часть - Отдел аспирантуры и докторантуры - Административно-хозяйственная часть - Служба трудоустройства - Юридический отдел - Отдел по учебной работе - Расчетный отдел - Планово-финансовый отдел - Отдел государственных закупок - Центр культурно-массовой работы - Штаб гражданской обороны - Отдел охраны труда - Научно-технический совет - Научное общество студентов и аспирантов - Эксплуатационно-технический отдел - Служба социального развития 5 учебный корпус ЗНУ: - Экономический факультет - Исторический факультет - Юридический факультет 6 учебный корпус ЗНУ: - Факультет менеджмента - Факультет социологии и управления - Санаторий-профилакторий - Студенческий медпункт - Отдел мониторинга качества образования и лицензирования - Центр последипломного образования - Центр изучения иностранных языков 7 учебный корпус (спортивный комплекс) - Спортивный клуб - Тренажерные залы - Спортивные залы 8 учебный корпус ЗНУ: - Факультет социальной педагогики и психологии - Учебный театр кафедры актёрского мастерства Биостанция-профилакторий на о. Хортица ВТО «Славутич» (пгт Кирилловка, Запорожская обл.) |

### Галерея

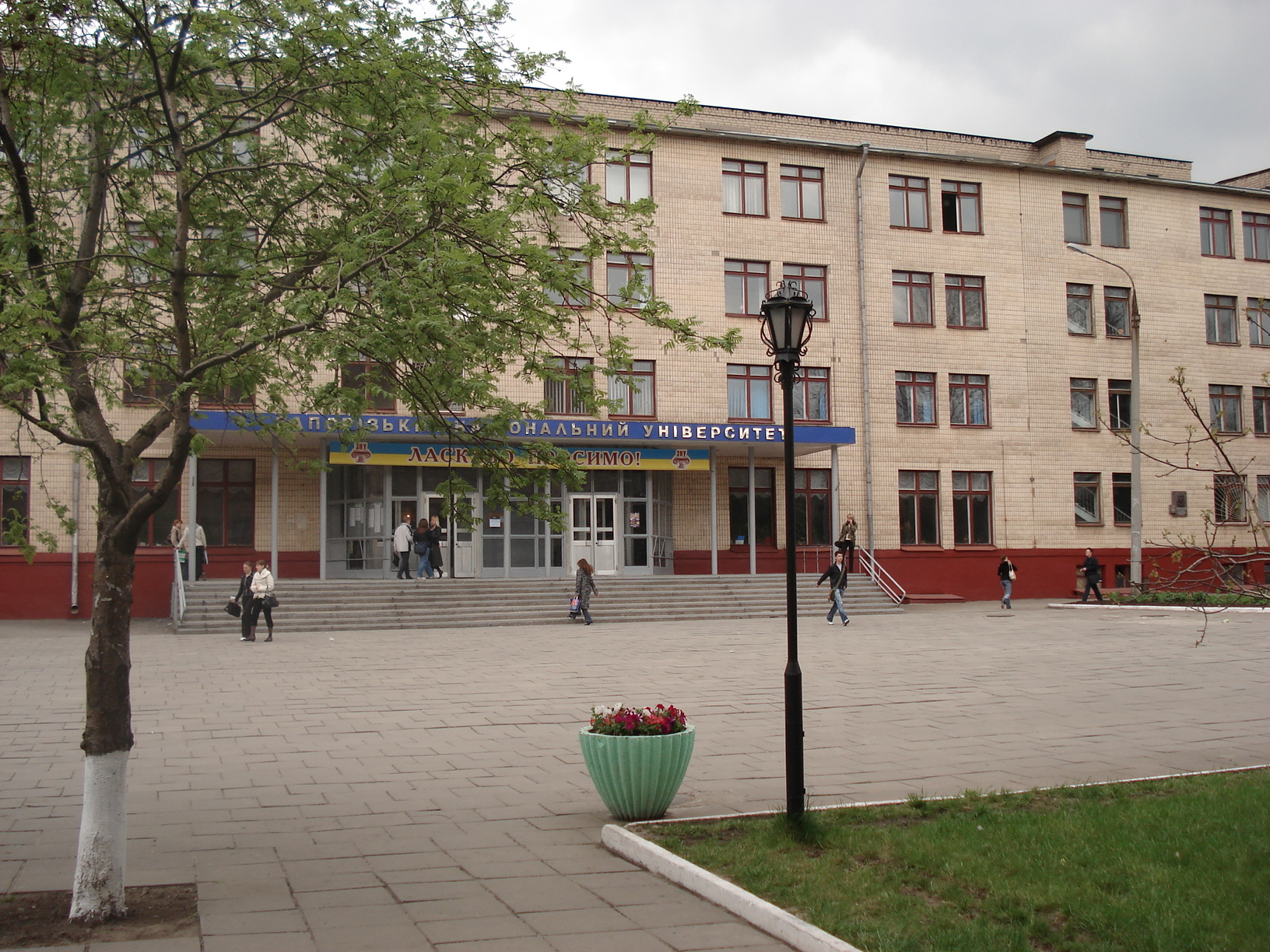
Второй учебный корпус
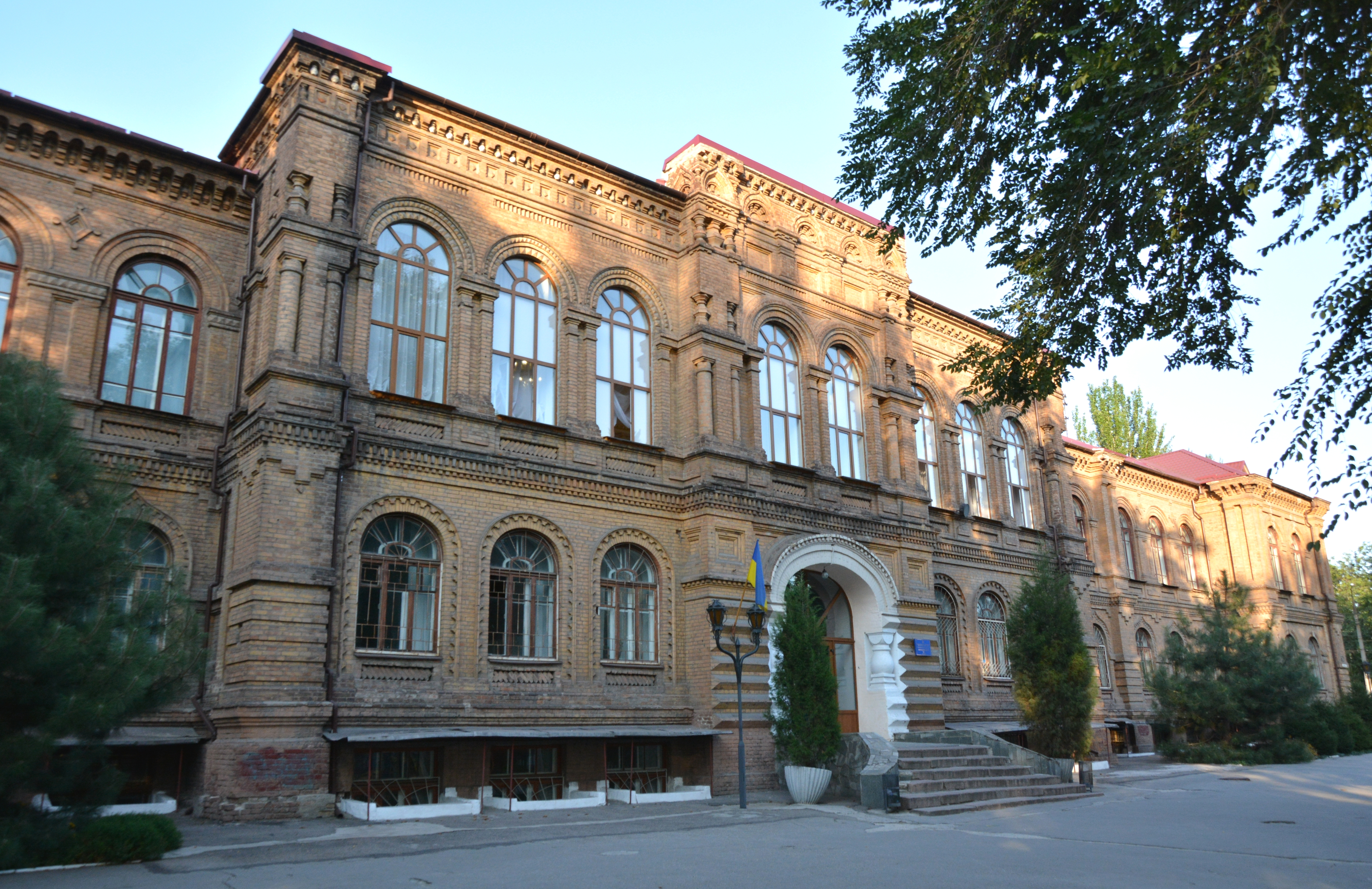
Третий учебный корпус
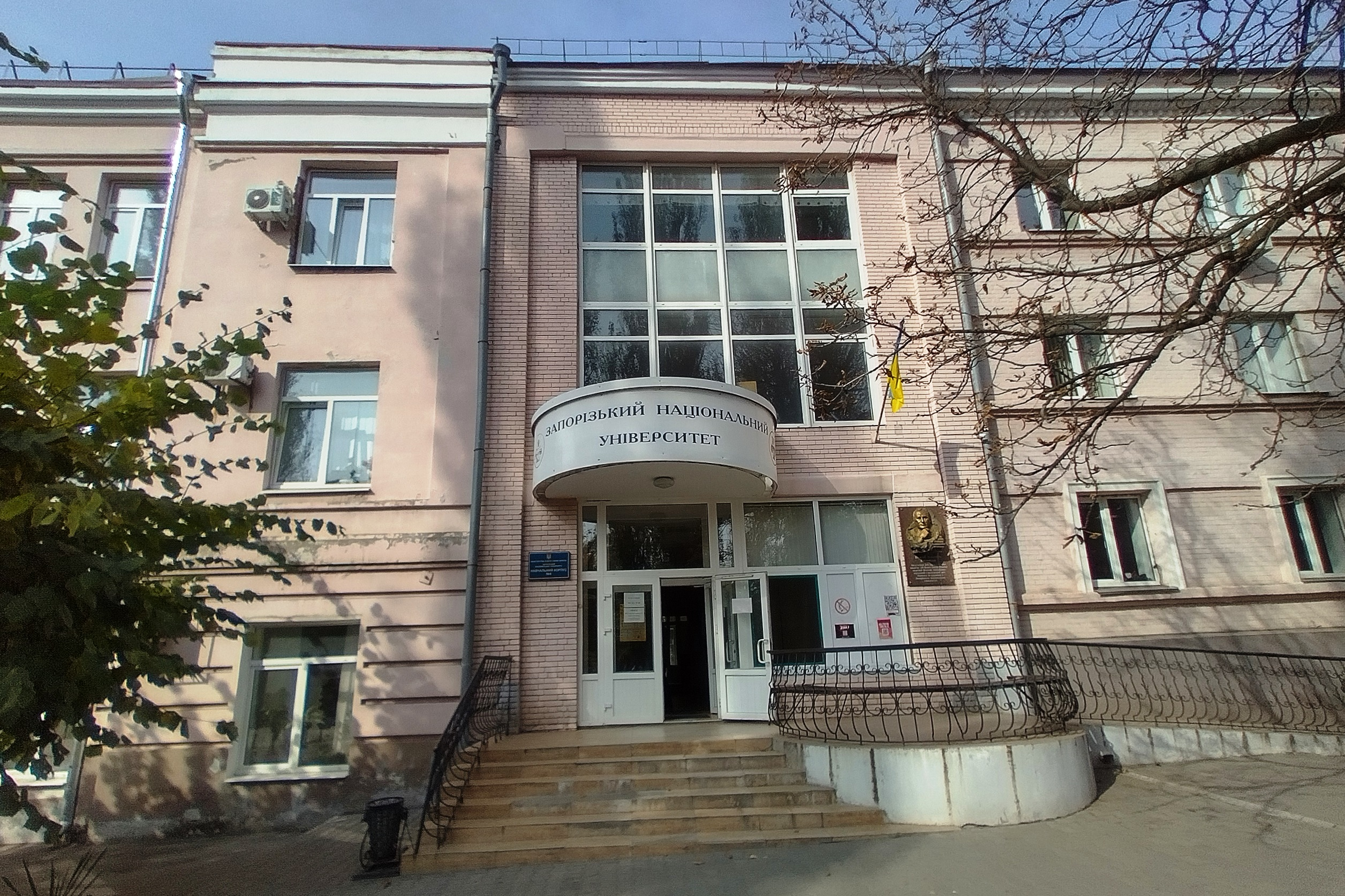
Четвёртый учебный корпус
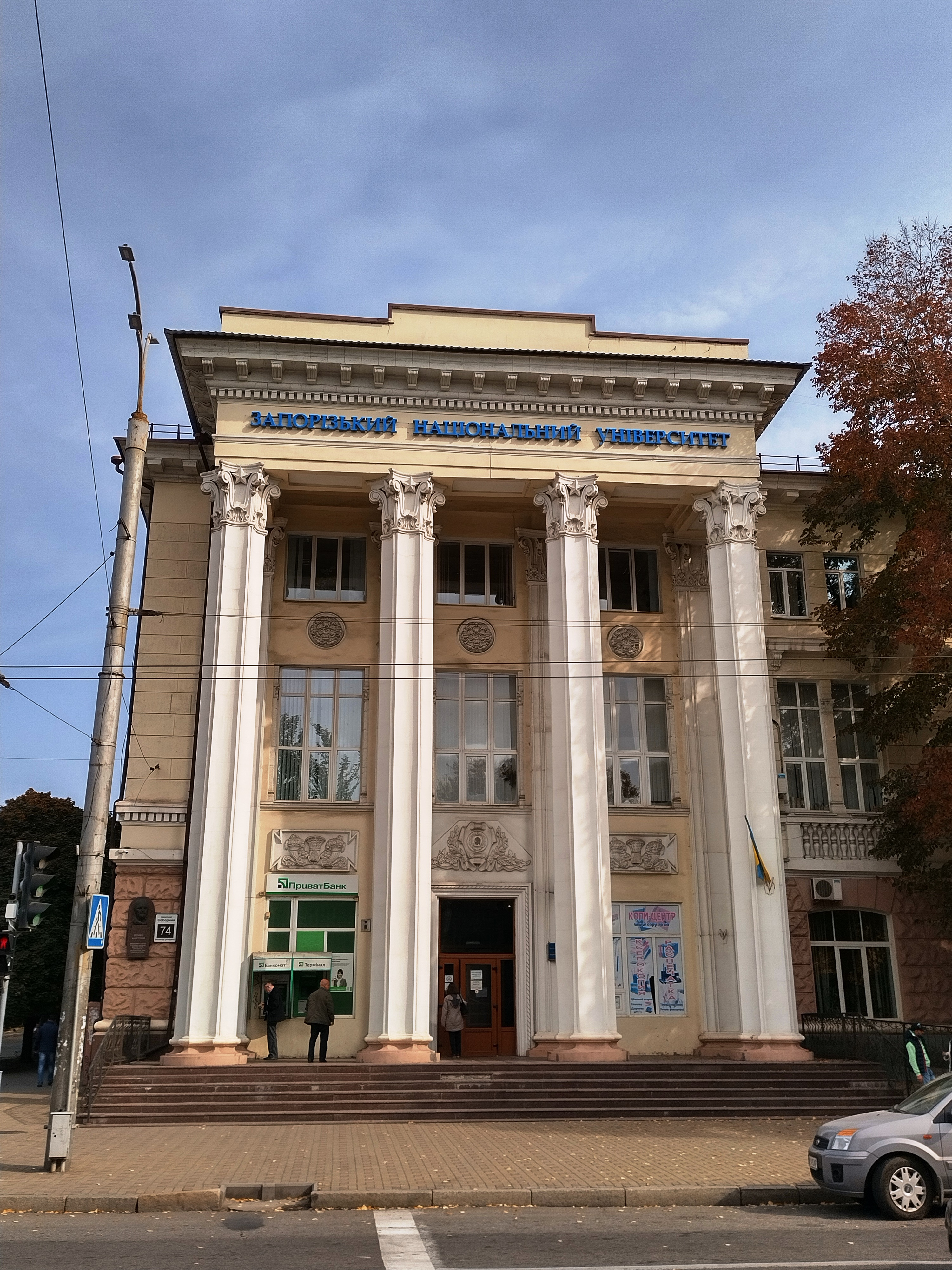
Пятый учебный корпус
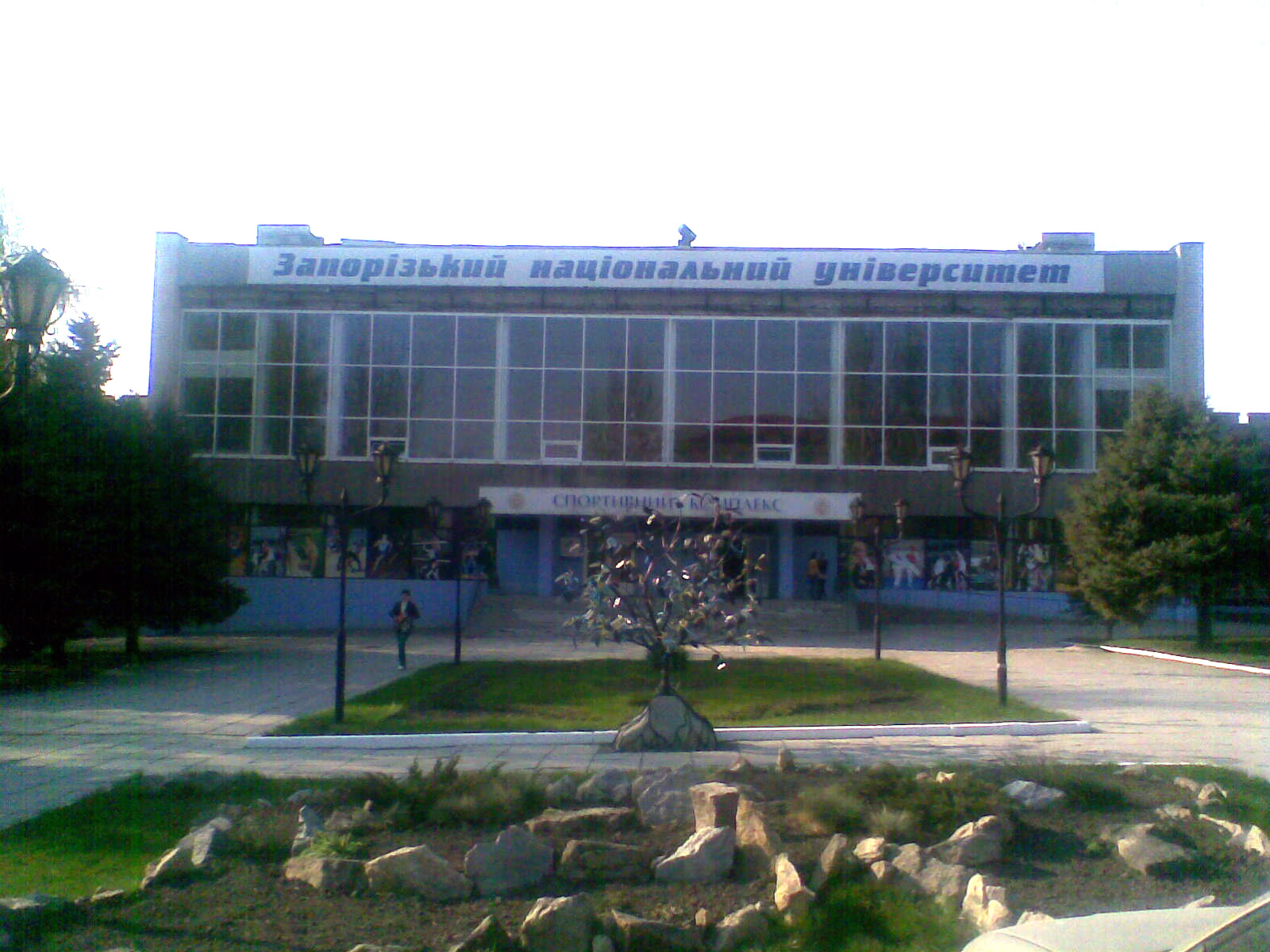
Седьмой корпус — Спорткомплекс

| Помещения для занятий студентов (аудиторные помещения, кабинеты, лаборатории и т. д.) | 78338,4 м² |
| помещения для научно-педагогических (педагогических) работников                       | 4605,3 м²  |
| служебные помещения                                                                   | 3790,5 м²  |
| библиотека (в том числе читальные залы)                                               | 2203,6 м²  |
| столовые, буфеты                                                                      | 3344,4 м²  |
| профилактории, базы отдыха                                                            | 5379,6 м²  |
| медицинские пункты                                                                    | 140,7 м²   |

## Факультеты
Университет готовит специалистов на 18 факультетах по 31 направлению:
1. Физический факультет (физика, прикладная физика).
2. Математический факультет (математика, прикладная математика, информатика, программная инженерия).
3. Исторический факультет (история, международные отношения).
4. Факультет социологии и управления (философия, социология, социальная работа, государственная служба, политология).
5. Филологический факультет (филология: украинский язык и литература, русский язык и литература).
6. Факультет иностранной филологии (филология: английский язык и литература, французский язык и литература, немецкий язык и литература, испанский язык и литература; перевод: немецкий, английский, французский языки).
7. Биологический факультет (биология, экология, охрана окружающей среды и сбалансированное природопользование, химия, лесное и садово-парковое хозяйство).
8. Экономический факультет (финансы и кредит, международная экономика, учёт и аудит, экономическая кибернетика, управление персоналом, маркетинг, управление финансово-экономической безопасностью, управление проектами, экономика окружающей среды и природных ресурсов).
9. Факультет физического воспитания (физическое воспитание, спорт, здоровье человека, туризм).
10. Юридический факультет (правоведение).
11. Факультет социальной педагогики и психологии (актёрского мастерства и дизайна, педагогики и психологии образовательной деятельности, психологии, социальной педагогики и специального образования, дошкольного и начального образования).
12. Факультет менеджмента (менеджмент, менеджмент организаций, менеджмент внешнеэкономической деятельности, логистика).
13. Факультет журналистики (журналистика, издательское дело и редактирование, реклама и связь с общественностью).
14. Центр последипломного образования.
15. Факультет довузовской подготовки.
16. Крымский факультет.
17. Криворожский факультет.
18. Экономико-гуманитарный факультет ЗНУ (г. Мелитополь) (информатика, финансы, менеджмент, дизайн, здоровье человека)

## Почётные доктора и выпускники
Поэт Пётр Ребро, продюсер Владислав Ряшин, финалист телевизионного проекта «Танцы со звездами» Владислав Яма, журналист радио «Свобода», писатель Павел Вольвач, чемпионка игр XXIV Олимпиады в Сеуле Татьяна Самойленко-Доровских, четырёхкратный чемпион мира по боксу Владимир Сидоренко, чемпион мира по боксу по версии WBA Валерий Сидоренко, бронзовый призёр Олимпиады в Сиднее по прыжкам в воду Елена Жупина, серебряный призёр Олимпиады в Сиднее по плаванию Денис Силантьев и многие другие.